# Ion Agârbiceanu
Ion Agârbiceanu (ur. 12 września 1882 w Cenade, zm. 28 maja 1963 w Klużu) – rumuński pisarz, dziennikarz, duchowny greckokatolicki.

## Życiorys
Urodził się jako syn leśniczego Nicolae i Any z d. Olariu. Uczył się w szkole w rodzinnej wsi i później w mieście Blaj, gdzie następnie uczył się w gimnazjum i liceum, a w 1900 zdał maturę. Pod koniec nauki w liceum podjął pierwsze próby poetyckie, i na łamach regionalnej gazety „Unirea” zamieścił swoje wiersze; w tej gazecie zadebiutował również szkicem În postul Paștelui (W okresie Wielkiego Postu). W 1900 wstąpił do seminarium duchownego na Uniwersytecie w Budapeszcie, na którym w 1904 otrzymał absolutorium. Publikował wiersze w pismach „Familia”, „Tribuna”, „Tribuna literară”, „Sămănătorul” i „Drapelul”. Od 1905 studiował w Budapeszcie na Wydziale Literatury języki klasyczne, język rumuński i historię, jednak szybko zrezygnował z dalszych studiów. W 1906 wrócił do Blaj i podjął pracę jako kanclerz w kościele. Podczas pobytu w Bukareszcie z okazji jubileuszowej wystawy poznał m.in. historyka Nicolae Iorgę i kilku innych rumuńskich intelektualistów. Wkrótce potem poślubił Marię Radu, z którą miał dwóch synów. Otrzymał święcenia kapłańskie i zaczął posługiwać we wsi Bucium-Sasa k. miasta Abrud, później posługiwał we wsi Orlat k. Sybina. Publikował w czasopismach „Ramuri” i „Revista politică și literară”, współpracował z wieloma regionalnymi i krajowymi pismami, m.in. „Luceafărul” i „Viața românească”. Po przystąpieniu Rumunii do wojny schronił się w Râmnicu Vâlcea, później w Mołdawii, skąd wrócił do Siedmiogrodu pod koniec 1918, prowadząc w Sybinie gazetę „Piatra”. Od 1919 mieszkał w Klużu, gdzie poświęcił się dziennikarstwu politycznemu. Był członkiem Akademii Rumunii, został też wybrany prezesem Rumuńskiego Związku Dziennikarzy z Siedmiogrodu i Banatu. W 1940 uszedł do Sybina, skąd wrócił do Klużu w 1945. Pisał realistyczne utwory z życia siedmiogrodzkiej prowincji, zwłaszcza wsi (zbiór opowiadań Două iubiri z 1910, powieść Arhanghelli z 1913), moralizatorskie, o silnych akcentach religijnych (m.in. powieści Legea trupului z 1926 i Legea minții z 1927). Opublikował również wspomnienia. W 1927 otrzymał krajową nagrodę w dziedzinie literatury. Zmarł na zawał serca. Został pochowany na cmentarzu Hajongard w Klużu.